# Sastavci
Sastavci (srbsky Саставци) je bosenská exkláva v Srbsku. Jedná se o jednu obec, která administrativně náleží k opštině Rudo Republiky srbské v rámci Bosny a Hercegoviny. Celé území je obklopeno územím opštiny Priboj Srbské republiky. Exkláva vznikla v 19. století po rakouském záboru Bosny. Po rozpadu Jugoslávie v 90. letech 20. století probíhala jednání mezi Srbskem a Bosnou a Hercegovinou. Pro zcela opačné pohledy na řešení problému nedošlo k žádné dohodě: Srbsko navrhovalo připojení ke svému území výměnou za jinou příhraniční oblast, Bosna a Hercegovina vytvoření koridoru spojujícího exklávu s mateřským státem.

## Obyvatelstvo
Dle sčítání lidu roku 1999 žilo v obci 270 obyvatel v 75 domácnostech, z toho bylo 135 Srbů žijících v 50 domácnostech a 135 Bosňáků obývajících 25 domácností.